# Peter Cirimwami Nkuba
Peter Cirimwami Nkuba (* im 20. Jahrhundert in Sud-Kivu; † 23. Januar 2025) war ein kongolesischer Militär (Generalmajor). Er stammt aus der Ethnie der Abashi aus der Provinz Süd-Kivu. Am 19. September 2023 wurde er kommissarischer Militärgouverneur der Provinz Nord-Kivu als Nachfolger von Constant Ndima Kongba. Am 23. Januar 2025 wurde er in Kasangezi bei einem Besuch der Streitkräfte an der Front gegen die auf Goma vorrückenden M23-Rebellen angeschossen. Er starb in der Folge an seinen Verletzungen.